# Эггелинг, Иоахим Альбрехт
Иоахим Альбрехт Лео Эггелинг (нем. Joachim Albrecht Leo Eggeling, 30 ноября 1884, Бланкенбург, Брауншвайг (сегодня Саксония-Анхальт) — 15 апреля 1945, Галле) — партийный деятель НСДАП, обергруппенфюрер СС (21 июня 1943), гауляйтер в гау Галле-Мерзебург, обер-президент провинции Галле-Мерзебург.

## Биография
Иоахим Альбрехт Эггелинг родился 30 ноября 1884 года в Бланкенбурге в семье фермера. До 1898 года посещал школу и гимназию в родном городе. В 1904 году окончил кадетский корпус в Берлине-Лихтерфельде. С 10 марта 1904 года начал службу лейтенантом в 10-м егерском батальоне. Участник Первой мировой войны. В 1915 году он был повышен до капитана и командовал различными подразделениями. За боевые заслуги был награждён Железным крестом 1-го и 2-го класса.
В октябре 1919 года был демобилизован из армии, работал агрономом и сельскохозяйственным инспектором, учился в сельскохозяйственном колледже в Галле. С ноября 1922 года сельскохозяйственный управляющий в Фрозе. 29 июля 1925 года вступил в НСДАП (билет № 11 579). С 1926 года уполномоченный гауляйтера но вопросам сельского хозяйства. В 1930 году сформировал аграрно-политический аппарат в гау Магдебург — Анхальт. С октября 1932 года руководитель сельскохозяйственной политики НСДАП в Средней Германии — Бранденбурге. С 13 мая 1933 года государственный советник Анхальта.
С июня 1933 года руководитель крестьян и сельского хозяйства в Саксонии и Анхальте. В ноябре 1933 года избран депутатом рейхстага от Магдебурга. В ноябре 1935 года после смерти Вильгельма Лёпера был назначен руководителем гау Магдебург-Анхальт в ранге заместителя гауляйтера. В феврале 1936 года оставил должность руководителя крестьян и сельского хозяйства в Саксонии и Анхальте. 9 июня 1936 года в качестве почётного фюрера был принят в СС (билет № 186 515) и получил звание бригадефюрера СС.
20 апреля 1937 года назначен гауляйтером Галле-Мерзебурга, прусским государственным советником и получил звание группенфюрера СС. Одновременно, с 22 сентября 1939 года — имперский комиссар обороны 4-го военного округа (гау Галле-Мерзебург). С 16 ноября 1942 года имперский комиссар обороны Галле-Мерзебурга. 18 августа 1944 года назначен обер-президентом провинции Галле-Мерзебург. 9 ноября 1944 года зачислен в Штаб рейхсфюрера СС.
3 марта 1945 года имел длительную беседу с Геббельсом и докладывал о своей озабоченности по поводу имперского руководства, в частности высказывался против Геринга и выражал изумление, «что фюрер ещё не выбросил его на свалку». 7 марта 1945 года американцы после воздушных налётов почти полностью разрушили Дессау и стремительно продвигались к гау Эггелинга. В апреле рассчитывать на поддержку регулярных частей вермахта он не мог, держать оборону предстояло подразделениям гитлерюгенда и старикам из фольксштурма.

## Последние дни
11 апреля 1945 года на совещании у Мартина Бормана описал бедственное положение в гау и 12 апреля предложил обсудить мирную сдачу с фюрером. 13 апреля получил от Гитлера приказ оборонять гау до последнего человека. 14 апреля американцы подошли к Галле. 15 апреля начался штурм города. В ночь с 15 на 16 апреля в башне замка Морицбург принял яд вместе с крейслейтером города Карлом Юлиусом Домгоёргеном. 21 апреля в новостях из Берлина сообщалось, что Эггелинг погиб как герой защищая столицу гау Галле.

## Награды
- Железный крест 1-го класса (обр. 1914)
- Железный крест 2-го класса (обр. 1914)
- Знак за ранение чёрный (обр. 1918)
- Крест Фридриха Августа 1-го и 2-го класса
- Крест Военных заслуг (Австро-Венгрия)
- Почётный крест ветерана войны (23.08.1937)
- Шеврон старого бойца
- Медаль «В память 13 марта 1938 года» (17.02.1939)
- Медаль «В память 1 октября 1938 года»
- Крест военных заслуг 1-й степени без мечей (1.09.1941)
- Крест военных заслуг 2-й степени без мечей
- Золотой партийный знак НСДАП
- Медаль За выслугу лет в НСДАП в бронзе и серебре (20.04.1940)
- Медаль За выслугу лет в НСДАП в золоте (30.01.1942)
- Кольцо «Мёртвая голова» (1937)
- Почётная сабля рейхсфюрера СС (01.12.1937)